# Uczta Babette
Uczta Babette (Babettes gæstebud) – film duński z 1987 w reżyserii Gabriela Axela. Ekranizacja opowiadania Karen Blixen. W 1995, z okazji stulecia narodzin kina, film znalazł się na watykańskiej liście 45 filmów fabularnych, które propagują szczególne wartości religijne, moralne lub artystyczne.
Zdjęcia kręcono na terenie Jutlandii Północnej i Zelandii.

## Fabuła
Film jest osadzony w XIX-wiecznej Danii. Dwie dorosłe siostry mieszkają w odizolowanej wiosce wraz ze swoim ojcem, który jest pastorem niewielkiego protestanckiego kościoła. Pomimo szansy opuszczenia wioski, siostry postanowiły zostać z ojcem i służyć kościołowi. Jedna z sióstr odrzuca możliwość występu na paryskich scenach operowych, do czego namawia ją przebywający we wsi francuski śpiewak. Po wielu latach zaprzyjaźniona ze śpiewakiem Babette – uciekinierka z ogarniętego rewolucją Paryża – pojawia się w wiosce i błaga siostry, aby ją przygarnęły jako służącą. Tak też się staje, i Babette pozostaje w Berlevaag przez następne 14 lat. Gdy zbliża się setna rocznica urodzin pastora, siostry pragną w jakiś sposób uczcić ten dzień. W tym samym czasie Babette wygrywa na loterii 10 tysięcy franków i przekonuje siostry, aby to ona zajęła się przygotowaniem uroczystej kolacji. Kobieta przygotowuje ucztę życia dla sióstr i zaproszonych gości, serwując najwykwintniejsze potrawy kuchni francuskiej. Na uczcie pojawia się nieoczekiwanie generał, w przeszłości adorujący jedną z sióstr.

## Obsada
- Stéphane Audran jako Babette Harsant
- Birgitte Federspiel jako Martina
- Bodil Kjer jako Philippa
- Jarl Kulle jako Lorens Löwenhjelm
- Jean-Philippe Lafont jako Achille Papin
- Vibeke Hastrup jako Martina (młoda dziewczyna)
- Hanne Stensgaard jako Philippa (młoda dziewczyna)